# Uniomerus tetralasmus
Uniomerus tetralasmus е вид мида от семейство Unionidae. Видът не е застрашен от изчезване.

## Разпространение и местообитание
Разпространен е в Мексико (Коауила де Сарагоса, Нуево Леон, Тамаулипас и Чиуауа) и САЩ (Айова, Алабама, Вирджиния, Джорджия, Западна Вирджиния, Илинойс, Индиана, Кентъки, Колорадо, Луизиана, Минесота, Мисисипи, Мисури, Мичиган, Небраска, Ню Йорк, Ню Мексико, Оклахома, Охайо, Пенсилвания, Северна Каролина, Тексас, Тенеси, Уисконсин, Флорида и Южна Каролина).
Обитава крайбрежията на сладководни басейни, заливи и реки.

## Описание
Популацията на вида е стабилна.